# Prawo Grimma
Prawo Grimma – prawo głosowe, opisujące przebieg pierwszej (starogermańskiej) przesuwki spółgłoskowej.
Zostało sformułowane w 1822 roku przez Jacoba Grimma w jego Deutsche Grammatik na podstawie pochodzących z 1818 roku ustaleń Rasmusa Kristiana Raska (stąd inna nazwa – reguła Raska). W 1877 doprecyzował je Karl Verner, który zauważył, iż dalsza ewolucja indoeuropejskich głosek zwartych bezdźwięcznych p, t, k zależy od tego, czy akcent występuje przed czy za nimi (prawo Vernera). Zjawisko przechodzenia indoeuropejskich zwartych bezdźwięcznych w germańskie zwarte dźwięczne traktowano do tego momentu jako wyjątek.

## Szczegółowy opis
Prawo Grimma mówi, iż indoeuropejskie spółgłoski zwarte bezdźwięczne przechodzą w językach starogermańskich (zob. język pragermański) przed akcentem – w zwarte dźwięczne, po akcencie – w przydechowe. Indoeuropejskie zwarte dźwięczne w starogermańskich ubezdźwięczniają się. Indoeuropejskie przydechowe przechodzą w starogermańskie zwarte dźwięczne.
Starogermańskie spółgłoski zwarte bezdźwięczne po samogłoskach w śródgłosie przechodzą w staro-wysoko-niemieckie długie bezdźwięczne szczelinowe, a po spółgłoskach i w nagłosie – w zwarto-szczelinowe. Starogermańskie zwarte dźwięczne na ogół ulegają w staro-wysoko-niemieckim ubezdźwięcznieniu.

## Tabele
Prawo Grimma można ująć tabelarycznie:

### Pierwsza przesuwka spółgłoskowa
| Języki                             | Głoski                      | Głoski                         | Głoski                      | Głoski                            |
| ---------------------------------- | --------------------------- | ------------------------------ | --------------------------- | --------------------------------- |
| grecki (ogólniej: indoeuropejskie) | zwarte bezdźwięczne p, t, k | zwarte bezdźwięczne p, t, k    | zwarte dźwięczne b, d, g    | aspiraty (przydechowe) bh, dh, gh |
| grecki (ogólniej: indoeuropejskie) | przed akcentem              | po akcencie                    | zwarte dźwięczne b, d, g    | aspiraty (przydechowe) bh, dh, gh |
| gocki (ogólniej: starogermańskie)  | zwarte dźwięczne b, d, g    | aspiraty (przydechowe) f, θ, x | zwarte bezdźwięczne p, t, k | zwarte dźwięczne b, d, g          |

### Druga przesuwka spółgłoskowa (zweite Lautverschiebung, to już nie jest prawo Grimma)
| Języki                 | Głoski                              | Głoski                        | Głoski                                    |
| ---------------------- | ----------------------------------- | ----------------------------- | ----------------------------------------- |
| starogermańskie        | zwarte bezdźwięczne p, t, k         | zwarte bezdźwięczne p, t, k   | zwarte dźwięczne b, d, g                  |
| starogermańskie        | w śródgłosie po samogłoskach        | w nagłosie lub po spółgłosce  | zwarte dźwięczne b, d, g                  |
| staro-wysoko-niemiecki | bezdźwięczne szczelinowe ff, zz, hh | zwarto-szczelinowe pf, ts, kh | (najczęściej) zwarte bezdźwięczne p, t, k |

## Wyrazy ilustrujące prawo Grimma

### Pierwsza przesuwka spółgłoskowa
zwarte dźwięczne > zwarte bezdźwięczne:
- pl. ‘dwa’, łac. duo > ang. two
- łac. ‘dentis’ > ang. ‘tooth’ (‘ząb’)
- łac. ‘granum’ > ang. ‘corn’ (‘zboże’)
- łac. ‘ego’ > staroang. ‘ic’ (‘ja’)

zwarte bezdźwięczne > szczelinowe bezdźwięczne
- pol. ‘trzy’, łac. ‘tres’ > ang. ‘three’
- łac. ‘cordis’ > ang. ‘heart’ (‘serce’)
- łac. ‘quod’ > staroang. ‘hwæt’ (‘co’)
- łac. ‘cornu’, pol. ‘krowa’ > ang. ‘horn’ (‘róg’, w pol. zmiana znaczenia)
- łac. ‘piscis’ > ang. ‘fish’
- gr. ‘πoδός’, łac. ‘pedis’ > goc. ‘fet’, ang. ‘foot’ (‘stopa’)
- gr. ‘πατήρ’, łac. ‘pater’ > goc. ‘fadar’, ang. ‘father’ (‘ojciec’)
- łac. ‘noctis’ > ang. ‘night’ (<gh>w staroang. wymawiane jako szczelinowe [x])

aspiraty > zwarte dźwięczne
- gr. ‘φρατήρ’, łac. ‘frater’ > goc. ‘brothar’ (‘brat’)